# Улноа
Улноа (фр. Aulnois) насеље је и општина у североисточној Француској у региону Лорена, у департману Вогези која припада префектури Нефшато.
По подацима из 2011. године у општини је живело 151 становника, а густина насељености је износила 34,01 становника/km². Општина се простире на површини од 4,44 km². Налази се на средњој надморској висини од 337 метара (максималној 430 m, а минималној 328 m).

## Демографија
| 1962. | 1968. | 1975. | 1982. | 1990. | 1999. | 2011. |
| ----- | ----- | ----- | ----- | ----- | ----- | ----- |
| 141   | 146   | 149   | 134   | 141   | 123   | 151   |

График промене броја становника у току последњих година